# Flavio Andò
Flavio Andò (* 17. Januar 1851 in Palermo; † 31. Juli 1915 in Marina di Pisa) war ein italienischer Theaterschauspieler.

## Leben
Er entstammte dem Kleinbürgertum, seine Ausbildung sollte ihm eine spätere Beamtenstellung sichern. Er entschied sich aber schon als Heranwachsender für die Bühne und unternahm einen Fluchtversuch nach Neapel, wo er auf ein Engagement hoffte, das aber nicht zustande kam. Er versuchte danach bei sizilianischen Wandertheatern wenigstens Nebenrollen zu bekommen. Nachdem er bei verschiedenen Truppen mitgewirkt hatte, erhielt er eine Anstellung am Teatro Garibaldi di Palermo. Er wurde von Ernesto Rossi engagiert und reiste mit diesem in der Saison 1870–1871 in Südamerika. In Rossis Schauspielertruppe verblieb er sieben Jahre. Ab 1880 arbeitete er mit Eleonora Duse zusammen und begründete mit ihr die Compagnia della città di Roma. Das Verhältnis zur Duse endete abrupt, als diese sich Arrigo Boito zuwandte. 1897 trat Tina di Lorenzo in Andòs Truppe ein und verblieb dort bis 1906. Sie war verheiratet mit Armando Falconi, der auch wesentlich zum Erfolg der Truppe beitrug. Andò war verheiratet mit der Schauspielerin Celeste Paladini (1845–1927). Er trat bis zum Beginn des Ersten Weltkrieges auf, seine Laufbahn wurde erst durch seinen Tod im Jahre 1915 beendet. In Marina di Pisa, Mailand und Rom wurden Straßen nach ihm benannt.